# 富岡町 (徳島県)
富岡町（とみおかまち）は、かつて徳島県那賀郡にあった町。現在の阿南市富岡町。

## 沿革
- 1889年（明治22年）10月01日 - 町村制施行に伴い那賀郡富岡町、石塚村、領家村、覚原村、西路見村、七見村、日開野村、辰巳新田村、原ケ崎村、豊益村、芥原村、黒津地浦が合併し、富岡村が発足。
- 1905年（明治38年）10月10日 - 町制施行し富岡町となる。
- 1950年（昭和25年）3月26日 - 町内に昭和天皇が行幸（昭和天皇の戦後巡幸）。富岡小学校・中学校校庭に那賀郡奉迎場を設けて天皇を迎えた[1]。
- 1954年（昭和29年）
  - 03月31日 - 那賀郡中野島村、宝田村、長生村、大野村（一部）と合併し、富岡町を新設。
  - 10月19日 - 一部を分割し那賀郡加茂谷村に編入。
- 1955年（昭和30年）
  - 01月01日 - 加茂谷村を編入。
  - 03月16日 - 那賀郡見能林村を編入。
  - 04月15日 - 那賀郡桑野町を編入。
- 1958年（昭和33年）05月01日 - 那賀郡橘町と合併し、市制施行して阿南市が発足。同日、町内の一部の大字は以下のように再編された。
  - 石塚 → 富岡町に編入
  - 西路見 → 西路見町、畭町、福村町、向原町、出来町に分割
  - 芥原（くぐはら） → 住吉町に改称
  - 南島・中原・岡 （旧中野島村） →  上中町に統合
  - 吉井 （旧加茂谷村） → 吉井町、熊谷町に分割
  - 見能方 （旧見能林村） → 答島の一部と統合して見能林町となる
  - 答島 （旧見能林村） → 津乃峰町、大潟町、見能林町の一部に分割
  - 下荒井、立善寺、今市 （旧宝田村の全大字） → 宝田町に統合
  - 上荒井、赤谷、大原、大谷、宮内、三倉、本庄、西方 （旧長生村の全大字） → 長生町に統合

## 行政

### 役場
- 富岡町役場（徳島県那賀郡富岡町。現在の阿南信用金庫本店（徳島県阿南市富岡町トノ町28番地14）に位置していた。）